# Ligeti Erzsébet
Ligeti Erzsébet (Budapest, 1950. július 17. –) Széchenyi-díjas orvos, immunológus, biokémikus, egyetemi tanár, a Magyar Tudományos Akadémia rendes tagja. Kutatási területe a sejtélettan és a membrán átviteli folyamatok. Tevékenysége jelentős a természetes immunitásban kiemelkedő mértékben részt vevő falósejtek működésének és a fehérvérsejtekből felszabaduló különböző anyagok baktériumnövekedést gátló hatásainak vizsgálatában. Egy új fehérje (GAP) klónozásában is részt vett. A Semmelweis Egyetem Élettani Intézete igazgatóhelyettese.

## Életpályája
Gyógyszerészcsaládban született. 1968-ban érettségizett, majd felvették a Semmelweis Orvostudományi Egyetemre, ahol 1974-ben szerzett orvosi diplomát. Ezt követően maradt az egyetemen, ahol a Kísérleti Kutatólaboratóriumban lett tudományos ösztöndíjas. 
1981-ben az Élettani Intézetbe került először tanársegédként, majd 1983-ban adjunktusként. 1989-ben kapta meg egyetemi docensi, 1993-ban egyetemi tanári kinevezését. Később az intézet egyik igazgatóhelyettese is lett. 2005-ben az egyetem külföldi hallgatókkal foglalkozó titkárság vezetésével is megbízták, társigazgatói pozícióban, ezenkívül a német nyelvű hallgatókkal foglalkozik, amely nyelven 1985-től tartott kurzusokat. 1997 és 2000 között az egyetem, majd 2013-ig az Általános Orvostudományi Kar tudományos bizottságának elnöke volt. 
Magyarországi munkáin kívül három alkalommal a grenoble-i Nukleáris Kutatóközpont biokémiai osztályán volt vendégkutató (1983–1984, 1987, 1988), illetve 1990–1991-ben és 1998-ban a Heidelbergi Egyetemen kutatott Humboldt-ösztöndíjasként. 1996-ban és 2002-ben a Harvard Egyetem vendégkutatója volt.
1981-ben védte meg az orvostudomány kandidátusi, 1990-ben akadémiai doktori értekezését. Az MTA Elméleti Orvostudományi Bizottságának lett tagja, később elnöke. 2007-ben a Magyar Tudományos Akadémia levelező, 2013-ban pedig rendes tagjává választották. Ezenkívül 2003-ban a londoni székhelyű Academia Europaea is tagjai közé választotta. 1997 és 2000 között Széchenyi professzori ösztöndíjjal kutatott. Akadémiai szerepvállalásán túl számos tudományos egyesületben aktív: a Magyar Élettani Társaság, a Magyar Immunológiai Társaság és a Magyar Biokémiai Egyesület tagja. 2009-ben a Bolyai János-ösztöndíj orvosi szakbizottságának vezetésével is megbízták. Publikációit magyar és angol nyelven adja közre.

## Díjai, elismerései
- Akadémiai Díj (1996)
- Ipolyi Arnold-díj (1999)
- Szentágothai János-díj (2003)
- Szent-Györgyi Albert-díj (2005)
- Semmelweis Ignác-emlékérem (2006)
- Széchenyi-díj (2015)

## Főbb publikációi
- Competitive Inhibition of Valinomycin-induced K+-Transport by Mg2+-Ions in Liver-mitochondria (Fonyó Attilával, 1977)
- Effect of Mg2+ on Membrane Fluidity and K+-Transport in Rat Liver-mitochondria (társszerző, 1981)
- Control of Oxidative-phosphorylation in Rat-heart Mitochondria – The Role of the Adenine-nucleotide Carrier (társszerző, 1984)
- Release of Acetylcholine From Rat-brain Synaptosomes by Various Agents in the Absence of External Calcium-ions (Ádám Veronikával, 1984)
- Activation of the O2--Generating Oxidase in Plasma-membrane From Bovine Polymorphonuclear Neutrophils by Arachidonic-acid, a Cytosolic Factor of Protein Nature, and Nonhydrolyzable Analogs of GTP (társszerző, 1988)
- Phorbol 12-Myristate 13-Acetate Activates an Electrogenic H+- Conducting Pathway in the Membrane of Neutrophils (társszerző, 1992)
- Regulation of capacitative Ca2+ influx in human neutrophil granulocytes – Alterations in chronic granulomatous disease (társszerző, 1997)
- Adhesion-dependent degranulation of neutrophils requires the Src family kinases Fgr and Hck (társszerző, 1999)
- Kinase pathways in chemoattractant-induced degranulation of neutrophils: The role of p38 mitogen-activated protein kinase activated by Src family kinases (társszerző, 2000)
- Dual role of phagocytic NADPH oxidase in bacterial killing (társszerző, 2004)
- Regulation and termination of NADPH oxidase activity (társszerző, 2005)
- Antibacterial effect of microvesicles released from human neutrophilic granulocytes (társszerző, 2013)